# Huseyn Seyidzade
Huseyn Seyidzade (en azéri : Hüseyn Əli oğlu Seyidzadə, né le 13 octobre 1912 à Erevan, province d'Erevan, Empire russe, et mort le 2 juin 1979 à Bakou) est un réalisateur azerbaïdjanais, Artiste émérite de la RSS d'Azerbaïdjan (1970).

## Parcours professionnel
En 1927, il commence à travailler dans une fabrique de couture à Bakou, puis entre au théâtre ouvrier, où il travaille comme assistant d'acteur. Un an plus tard, il devient acteur au Théâtre des Jeunes Ouvriers. En 1930, il suit un cours de mise en scène à Léningrad et retourne à Bakou. Après avoir été diplômé de l'Institut de cinématographie de toute l'Union à Moscou en 1936, il travaille au studio de cinéma d'Azerbaïdjanfilm.

## Films tournés
En 1938, il réalise les films Les Bakinois, et en 1939, Ayna. Il se perfectionne ensuite au studio Lenfilm. En 1943, avec le réalisateur Niyazi Badalov, il tourne le film Cadeau, qui parle des sentiments patriotiques des personnes qui envoyaient des cadeaux à la guerre. En 1945, le réalisateur tourne le documentaire Le pays des feux éternels à l'occasion du XXVe anniversaire de la fondation du gouvernement soviétique En 1956, son film Pas celle-là, donc celle-ci est projeté dans les cinémas de Bakou. Il est l'auteur du premier long métrage en couleur film dans l'histoire du cinéma azerbaïdjanais.
Pendant quelque temps, il effectue un stage dans les studios de cinéma Lenfilm, Mosfilm et studio Maxim Gorky, travaillant comme assistant réalisateur et deuxième réalisateur.
En 1954 il réalise un film avec Elbay Rzaguliyev : le long métrage documentaire "À notre peuple autochtone".

## Filmographie
- 1942 : Souvenir (court métrage)
- 1956 : À son peuple
- 1960 : Kerogly
- 1965 : Bataillon invaincu
- 1969 : Koura l'indomptable
- 1978 : Belle-mère